# Pontchâteau

Localització de Pontchâteau

Pontchâteau (en bretó Pontkastell-Keren, en gal·ló Pont-Chastèu) és un municipi francès, situat a la regió de país del Loira, al departament de Loira Atlàntic, que històricament ha format part de la Bretanya. L'any 2006 tenia 8.924 habitants. Limita amb els municipis de Drefféac, Saint-Gildas-des-Bois, Missillac, Sainte-Reine-de-Bretagne, Crossac, Besné, Prinquiau, Campbon i Sainte-Anne-sur-Brivet.

## Demografia
| Evolució de la població Ehess i INSEE |       |       |       |       |      |       |       |       |
| 1793                                  | 1800  | 1806  | 1821  | 1831  | 1836 | 1841  | 1846  | 1851  |
| 2 703                                 | 2 572 | 2 678 | 3 100 | 3 300 | -    | 3 516 | 3 558 | 3 667 |

| 1856  | 1861  | 1866  | 1872  | 1876  | 1881  | 1886  | 1891  | 1896  |
| ----- | ----- | ----- | ----- | ----- | ----- | ----- | ----- | ----- |
| 3 709 | 4 449 | 4 158 | 4 200 | 4 368 | 4 481 | 4 656 | 4 632 | 4 814 |

| 1901  | 1906  | 1911  | 1921  | 1926  | 1931  | 1936  | 1946  | 1954  |
| ----- | ----- | ----- | ----- | ----- | ----- | ----- | ----- | ----- |
| 4 892 | 5 004 | 4 883 | 4 675 | 4 613 | 4 606 | 4 518 | 5 188 | 5 200 |

| 1962  | 1968  | 1975  | 1982  | 1990  | 1999  | 2006 | 2011 | 2016 |
| ----- | ----- | ----- | ----- | ----- | ----- | ---- | ---- | ---- |
| 5 334 | 5 835 | 6 394 | 7 220 | 7 549 | 7 773 | -    | -    | -    |

| 2019 | - | - | - | - | - | - | - | - |
| ---- | - | - | - | - | - | - | - | - |
| -    | - | - | - | - | - | - | - | - |

## Administració
| Període   | Identitat       | Partit        |
| --------- | --------------- | ------------- |
| 2001-2002 | Dominique David | Divers droite |
| 2002-     | Bernard Clouet  | Divers droite |

## Agermanaments
- Nassau (Lahn) (Renània-Palatinat)